# ガラスのパンプス
「ガラスのパンプス」は、後藤真希の15枚目のシングル。2006年6月7日発売。

## 解説
4か月ぶりのシングル。オリコンチャートTOP10に返り咲いた。
ミュージック・ビデオや音楽番組のステージにて、MARO・NAOTO・KANA・RYON-RYONの男性ダンサー2名・女性ダンサー2名と共にダンスパフォーマンスを披露した。男性ダンサーを起用することはハロー!プロジェクトメンバー（当時）としては初の試みであった。このダンサー4名は後藤の2006年・2007年のライブツアーにも同行した。
シングル購入者には応募特典として抽選でシークレットライブに招待された（シングルに限定で当選券が封入された）。そのライブの模様はDVD『後藤真希 SECRET LIVE at STUDIO COAST』（2006年10月11日）に収録されている。
カップリング曲「LOVE缶コーヒー」も上記シークレットライブで歌唱された。その時点で振りは付いていなかったが、秋のライブツアー後藤真希 LIVE TOUR 2006〜G-Emotion〜ではダンス付きで再披露された。後藤はカラオケでこれを歌う時"缶コーヒー"を別の飲み物に替えて歌ってみるなどしてほしい、とコメントしている。

## 収録曲
全作詞・作曲：つんく
1. ガラスのパンプス
編曲：平田祥一郎
2. LOVE缶コーヒー
編曲：AKIRA
3. ガラスのパンプス (Instrumental)

## 参加ミュージシャン
ガラスのパンプス
- プログラミング：平田祥一郎
- エレクトリックギター：鎌田浩二
- コーラス：後藤真希

LOVE缶コーヒー
- プログラミング&コーラス：AKIRA
- コーラス：後藤真希